# Ik Kil
Ik Kil is een Mexicaanse cenote, een bovengrondse poel. De cenote is gelegen nabij de beroemde ruïnes van Chichén Itzá. De cenote is gelegen in het gelijknamige archeologische park. De cenote is openbaar toegankelijk en het is eveneens mogelijk om er te zwemmen. De cenote is door de Maya's gebruikt om er mensen in te offeren. De Ik Kil cenote wordt ook wel de "heilige blauwe cenote" genoemd.